# لیسا هانا
 لیسا هانا (انگلیسی: Lisa Hanna؛ زادهٔ ۲۷ اوت ۱۹۷۵) وزیر کنونی فرهنگ و جوانان جامائیکا و دختر شایسته این کشور و جهان در سال ۱۹۹۳ است.